# Mesoleptogaster fuscatipennis
Mesoleptogaster fuscatipennis là một loài ruồi trong họ Asilidae. Mesoleptogaster fuscatipennis được Frey miêu tả năm 1937. Loài này phân bố ở miền Ấn Độ - Mã Lai.